# Horn (Östergötland)
 For alternative betydninger, se Horn. (Se også artikler, som begynder med Horn)
Horn er et byområde i Kinda kommun i Östergötlands län i Sverige og kyrkby i Horns Sogn.
Byen ligger ved en af søen Åsundens sydspidser og er dermed en af slutdestinationerne for Kinda kanal. De nærmeste større byområder er Vimmerby og Kisa.

## Bebyggelsen
Horn som er vokset op omkring den daværende kirkeby, har i dag lav- og mellemstadieskole, bibliotek, landhandel, sommercamping samt en simpel restaurant. Frem til midten af 1900-tallet havde Väsby Säteri en fremtrædende rolle som arbejdsgiver og som indflydelsesrig erhvervslivsaktør i Horn.

## Erhvervsliv
Det lokale erhvervsliv består af småvirksomheder med fokus på metal- og træbearbejdning samt landbrug.

## Fortidsminder
I området ligger, ud over natur og søer, Gumhens gravfelt med en af Sveriges største skibssætninger. Horn er ofte en af de byer i Götaland med den laveste temperatur om vinteren.

## Berømte bysbørn
Kunstneren Alfred Thörne (1850-1916) kom fra Horn.

## Billeder
- Søen Åsunden
- Gumhems gravfelt (skibssætning)